# شبة (قرية)
قرية شبة هي إحدى القرى المحتلة والمدمرة التابعة لمركز الخشنية التابع لمحافظة القنيطرة في هضبة الجولان بجنوب غرب سوريا.
قرية تتبع ناحية الخشنية (732ن عام 1967-440م). تقع في أرض بركانية وعرة غرباً شمال وادي زيتة، جنوب وادي نخيلة، على بعد 12 كم على الجنوب الغربي من بلدة الخشنية. وقد وجدت فيها قبور تعود إلى ما قبل التاريخ، منتشرة على مساحة واسعة، كما وجد فيها فخار يعود إلى العهدين الروماني والبيزنطي. تقوم فيها زراعة الحبوب بعلاً والخضار ريّاً، وتنتشر فيها أشجار الزيتون، وتربى فيها الأبقار والأغنام. تشرب من مياه الينابيع المحلية، تتبعها المزارع التالية : أم خشبة، الطيبة، دير قروح والنوانية وحشرة.